# 山口淑子
山口 淑子（やまぐち よしこ、1920年〈大正9年〉2月12日 - 2014年〈平成26年〉9月7日）は、日本の歌手、女優、政治家である。本名は大鷹 淑子（おおたか よしこ、旧姓：山口）。翊教女学校卒。
さまざまな名前で活動し、中華民国と満洲国、日本、戦後の香港で李 香蘭（り こうらん、リ・シャンラン）、第二次世界大戦後のアメリカ合衆国ではシャーリー・ヤマグチ（Shirley Yamaguchi）の名で映画、歌などで活躍した。日本の敗戦を上海で迎えた彼女は、中国人として祖国を裏切った漢奸の容疑で、中華民国の軍事裁判に掛けられたものの、日本人であることが証明され、漢奸罪は適用されず、国外追放処分となり、日本に帰国した。
帰国後は、山口淑子名義で芸能活動を再開し、日本はもとより、アメリカや香港の映画・ショービジネス界で活躍をしたが、1958年（昭和33年）に結婚のため、芸能界を引退し、1969年（昭和44年）にフジテレビのワイドショー『3時のあなた』の司会者としてマスメディア界に復帰、1974年（昭和49年）3月まで務めた。1974年（昭和49年）から1992年（平成4年）までの18年間、参議院議員を3期務めた。2006年に日本チャップリン協会（会長大野裕之）の名誉顧問に就いた。

## 生涯

### 誕生からデビューまで
1920年（大正9年）2月12日に、中華民国奉天省（現在の遼寧省）奉天近郊の北煙台で佐賀県出身の父・山口文雄と福岡県出身の母・アイ（旧姓石橋）の間に生まれ「淑子」と名付けられる。本籍は佐賀県杵島郡北方町（現：武雄市）。
生後まもなく撫順に引っ越した。祖父が士族出身の漢学者で、その影響から中国に親近感を持っていた父の文雄は、1906年に中国に渡り、中国語に堪能だった。文雄は撫順の南満洲鉄道（満鉄）研修所で日本人職員に北京語を教えており、父の方針で淑子は幼少期から中国語に親しんだ。その後、撫順炭鉱襲撃事件や楊柏堡事件、平頂山事件の影響もあり、撫順を離れることになった。淑子はこの時期に匪賊の処刑を目撃している。
13歳の頃、家族で奉天（現：瀋陽）へ移住した。隣人で父親の友人であり家族ぐるみで交流のあった瀋陽銀行の頭取・李際春将軍の、義理の娘分（乾女児）となり、「李香蘭（リー・シャンラン）」という中国名を得た。「香蘭」という名は、父親の俳号由来である。その後、のちに天津市長になった潘毓桂とも義理の娘として縁を結んだ。中国の旧習では、元来縁を深めるために互いの子供を義子とする習慣があった。これは実際に戸籍を移す法的な養子という関係ではなく、それぞれの姓で互いの子女に名前を付けあうなどのものである。
奉天の女学校に転入するはずだったが、欠員がなかったため、一時的に奉天女子商業学校に通うことになる。この頃、肺浸潤を患い、一ヶ月の入院と半年の休学をすることになる。自宅静養の間、医者の勧めで歌を習うことになる。奉天に住む幼なじみのユダヤ系白系ロシア人であるリューバ・モノソファ・グリーネッツの母からの紹介を受け、白系ロシア人と結婚したイタリア人オペラ歌手のマダム・ポドレソフのもとに通うことになる。発声試験では不合格になるが、リューバの必死の懇願もあり、ここで声楽を習うようになった。
この後、マダムの紹介で満鉄直営のヤマトホテルで行われる秋のリサイタルの前座を務めることになる。そこで、和服を着て「荒城の月」「シューベルトのセレナーデ」「イッヒ・リーベ・ディッヒ」「ソルベイグの歌」を歌った。このリサイタルには奉天広播電台（放送局）の企画課長が来ており、歌手として目にとまることになる。

### 「中国人スター・李香蘭」として

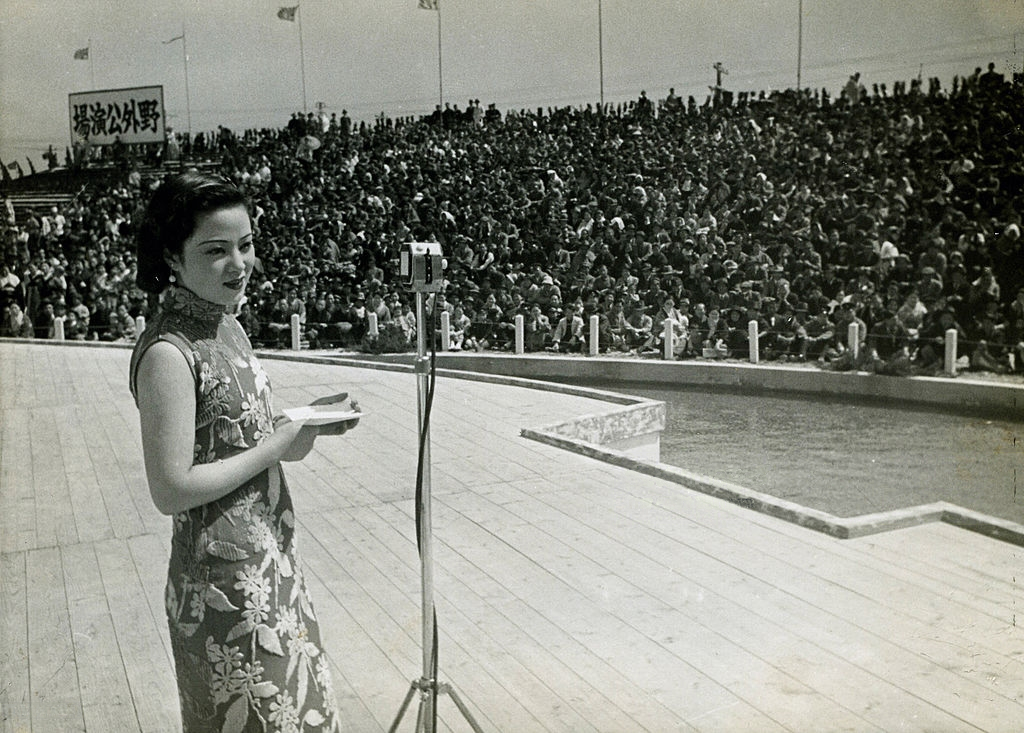
1939年の兵庫県西宮市でのコンサート

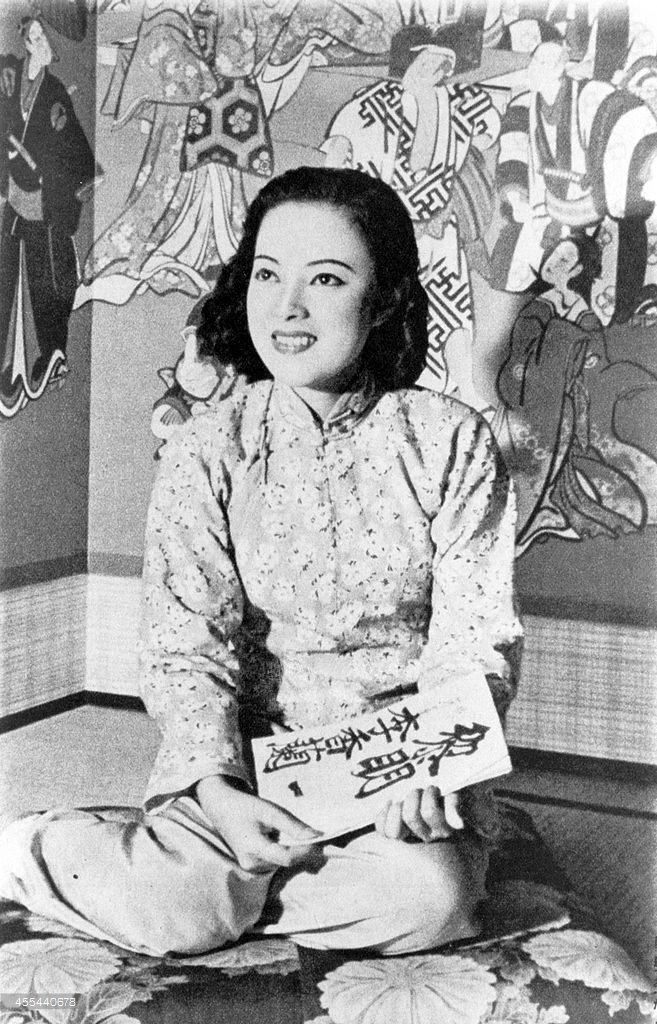
1940年（昭和16年）、歌舞伎座にて

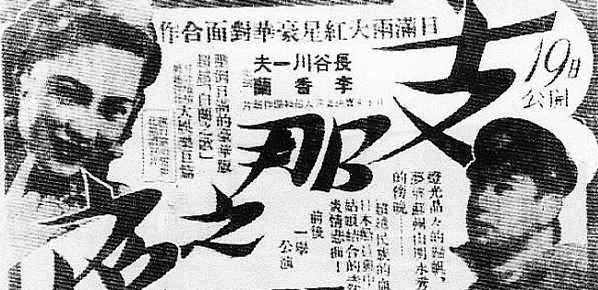
1940年、日満合作映画「支那の夜」に主演

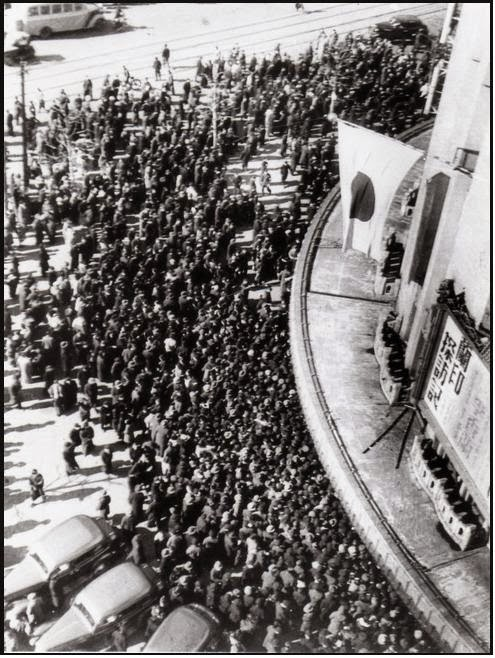
日劇七周り半事件の様子（1941年）

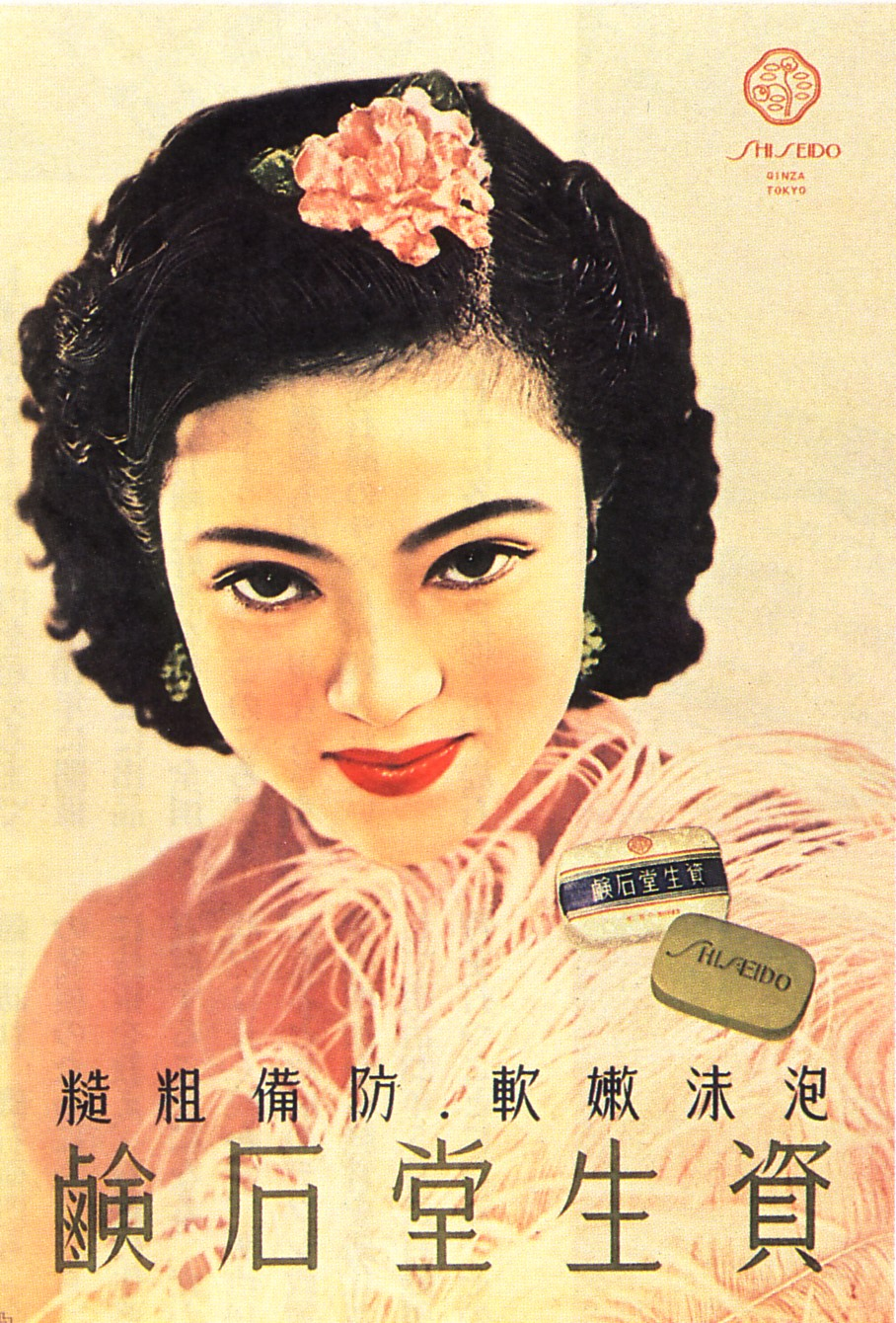
資生堂石鹸のポスター（1941年）

1932年（昭和7年）、満洲国誕生と共に開局した奉天政府局は、新満洲歌曲という番組を企画していた。日本語も中国語も堪能であり、またその絶世の美貌と澄み渡るような歌声から、この番組の歌手に抜擢された。1934年（昭和9年）、淑子は「潘淑華」の名（潘毓桂の義子としての名前）で北京のミッション・スクールである翊教女学校（翊教女子中学）に編入し、1937年（昭和12年）に卒業した。
日中戦争開戦の翌1938年（昭和13年）には満洲国の国策映画会社・満洲映画協会（満映）から中国人の専属映画女優「李香蘭」（リー・シャンラン）としてデビューした。映画の主題歌も歌って大ヒットさせ、女優として歌手として、日本や満洲国で大人気となった。そして、流暢な北京語とエキゾチックな容貌から、日本でも満洲でも多くの人々から中国人スターと信じられていた。また、この頃「東洋のマタ・ハリ」と呼ばれた川島芳子との親交があった。
日中戦争中には満映の専属女優として日本映画に多く出演し、人気を得た。人気俳優の長谷川一夫とも『白蘭の歌』『支那の夜』『熱砂の誓ひ』で共演した。1941年（昭和16年）2月11日の紀元節には、日本劇場（日劇）での「歌ふ李香蘭」に出演し、大盛況となった。大勢のファンが大挙して押し寄せ、日劇の周囲を7周り半もの観客が取り巻いたため、消防車が出動・散水し、群衆を移動させるほどの騒動であったと伝えられている（日劇七周り半事件）。
1943年（昭和18年）6月には、アヘン戦争で活躍した中国の英雄・林則徐の活躍を描いた長編時代劇映画『萬世流芳』（151分）に、林則徐の弟子・潘達年の恋人（後に妻）役で主演した。この映画は、中華電影股份有限公司、中華聯合製片股份有限公司、満映の3社による合作で、阿片戦争敗北100周年記念に作られた映画であった。中国全土で映画が封切られるや、劇中、彼女が歌った主題歌「賣糖歌」と挿入歌「戒煙歌」は大ヒットした上、映画『萬世流芳』自体も、中国映画史上初の大ヒットとなったのである。また内容は、阿片戦争の相手国であったイギリスを当時の日本に見立てて、中国民衆の抗日意識を鼓舞するものだった。
『萬世流芳』の大ヒットにより中国民衆から人気を得た李香蘭は、上海から北京の両親のもとへ帰郷し、北京飯店で記者会見を開いた。 当初、この記者会見で彼女は自分が日本人であることを告白しようとしていたが、父の知人であった李記者招待会長に相談したところ、「今この苦しい時に、あなたが日本人であることを告白したら、一般民衆が落胆してしまう。それだけはやめてくれ」と諭され、告白を取りやめた。この記者会見が終わりかけた時、一人の若い中国人新聞記者が立ち上がり、「李香蘭さん、あなたが『白蘭の歌』や『支那の夜』など一連の日本映画に出演した真意を伺いたいのです。あの映画は中国を理解していないどころか、侮辱してます。それなのに、なぜあのような日本映画に出演したのですか? あなたは中国人でしょう。中国人としての誇りをどこに捨てたのですか」と質問した。これに対し彼女は、「20歳前後の分別のない自分の過ちでした。今は後悔しています。あの映画に出たことを後悔しています。今後、こういうことは決して致しません。どうか許してください」と答えるや、記者会見会場内からは大きな拍手が沸いたという。

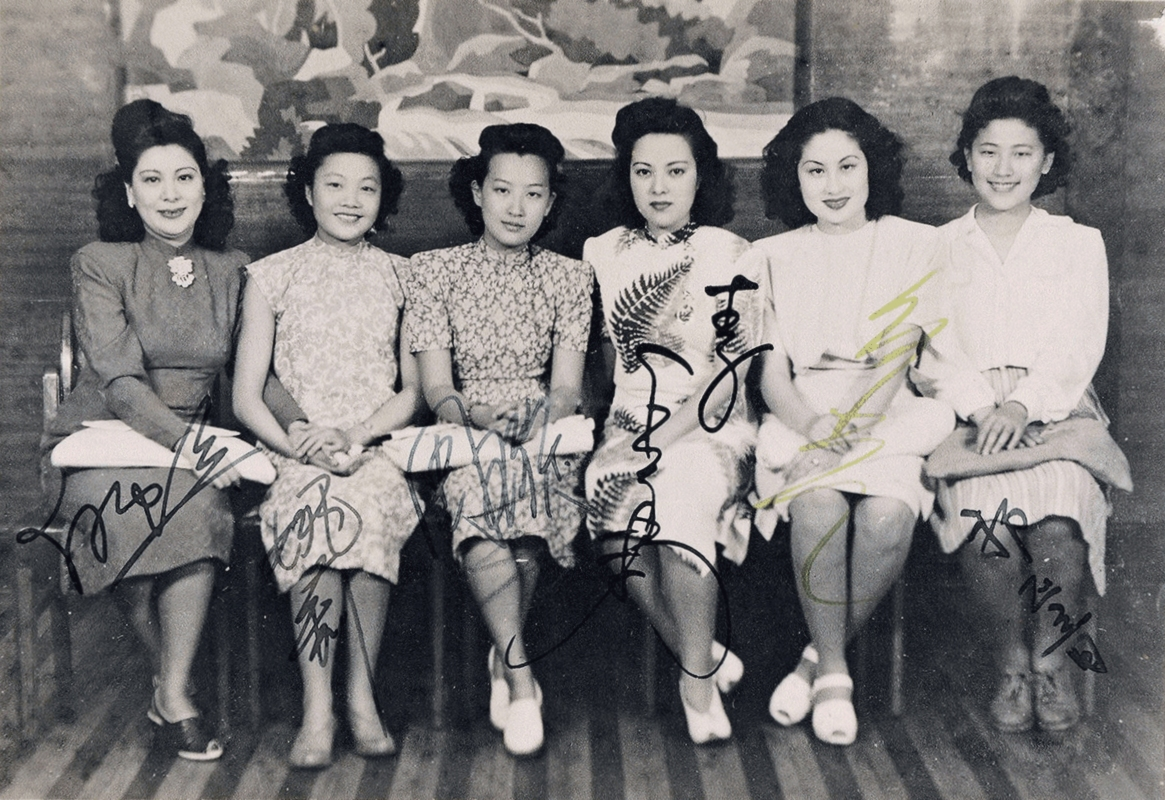
「五大歌后」、左から白虹、姚莉、周璇、李香蘭、白光、祁正音（1940年代）

記者会見と前後して、上海の百代唱片公司で収録した「夜来香」「海燕」「恨不相逢未嫁時」「防空歌」「第二夢」などがヒットした。このうち汪兆銘政権（南京国民政府）による愛国歌曲「防空歌」は、中国人の祖国防衛意識をかきたてた。また、1945年（昭和20年）6月23・24・25日に上海・静安寺路（現・南京西路）の大光明大戯院Grand Theatre（現・大光明電影院）で行われたリサイタルでは、ヒット曲「夜来香」を含む中・日・欧米の歌曲などが披露され、観客の喝采を浴びた。そして人気の勢いは留まることを知らず、李香蘭は、周璇、白光、姚莉、呉鶯音らと共に上海灘の「五大歌后」の1人に数えられた。
それまで、李香蘭は満洲国と日本のスターだったが、映画『萬世流芳』とその主題歌「賣糖歌」、挿入歌「戒煙歌」そして「夜來香」「海燕」「恨不相逢未嫁時」「防空歌」「第二夢」などのヒット曲により、中国でも人気スターとなった。そして『萬世流芳』の後、『香妃』という映画が企画されたものの、撮影開始前に終戦を迎え、上海での映画出演は1本に終わってしまった。また歌においては、1945年（昭和20年）にカップリングで吹き込み発売された「第二夢」と「忘憂草」とが、中国での最後の収録曲となった。なお「第二夢」は2012年、中国で蒼井そらによりリヴァイヴァルされ、現代の中国人にも創唱者は李香蘭であるということが知れわたった。その「第二夢」は、台湾のトップ・シンガー費玉清が、「夜來香」「何日君再來」「只有你」等と共に、台湾は元より東南アジアや中国大陸各都市でのコンサートでも歌い継いでいる。

### 帰国
李香蘭は中国人と思われていたため、日本の敗戦後、中華民国国民政府から漢奸（売国奴・祖国反逆者）の廉で軍事裁判にかけられた。そして、李香蘭は来週上海競馬場で銃殺刑に処せられるだろう、などという予測記事が新聞に書かれ、あわや死刑かとも思われた。しかし奉天時代の親友リューバの働きにより、北京の両親の元から日本の戸籍謄本が届けられ、日本国籍であるということが証明された。
結果、漢奸罪は適用されず、国外追放となった。無罪の判決を下す際、裁判官は「この裁判の目的は、中国人でありながら中国を裏切った漢奸を裁くことにあるのだから、日本国籍を完全に立証したあなたは無罪だ。しかし一つだけ倫理上、道義上の問題が残っている。それは、中国人の名前で 『支那の夜』 など一連の映画に出演したことだ。法律上、漢奸裁判には関係ないが、遺憾なことだと本法廷は考える」と付言を加え、李香蘭は「若かったとはいえ、考えが愚かだったことを認めます」と頭を下げて謝罪した。
1946年（昭和21年）2月28日、李香蘭と似ても似つかぬように化粧を落とし、もんぺ姿で引揚船に乗船しようとしたが、中華民国側の女性出入国管理官に李香蘭と見破られ、再度収容所に連れ戻された。10日後に誤解は解け、1か月後の3月末に今度こそ出国できることになった。李香蘭は乗船するや否や、一旦は便所に身を潜めたが、船が港を離れてからデッキで遠ざかる上海の摩天楼を眺めていると、船内のラジオから聞こえてきたのは、奇しくも自分の歌う「夜来香」だった。

### 女優「山口淑子」として

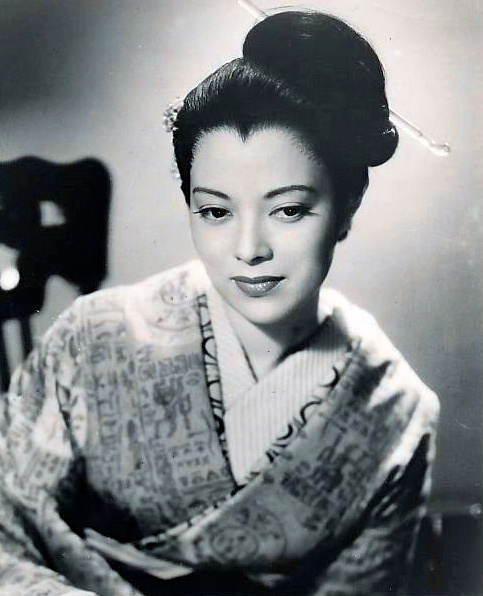
山口淑子（1952年、映画『風雲千両船』）

帰国した後、翌年には旧姓（当時の本名）「山口淑子」に戻って銀幕に復帰。以降、日本映画を中心に活躍した。復帰作は1948年（昭和23年）の『わが生涯のかがやける日』で森雅之と共演。1950年（昭和25年）の『暁の脱走』では池部良と共演、『醜聞』では三船敏郎と共演している。

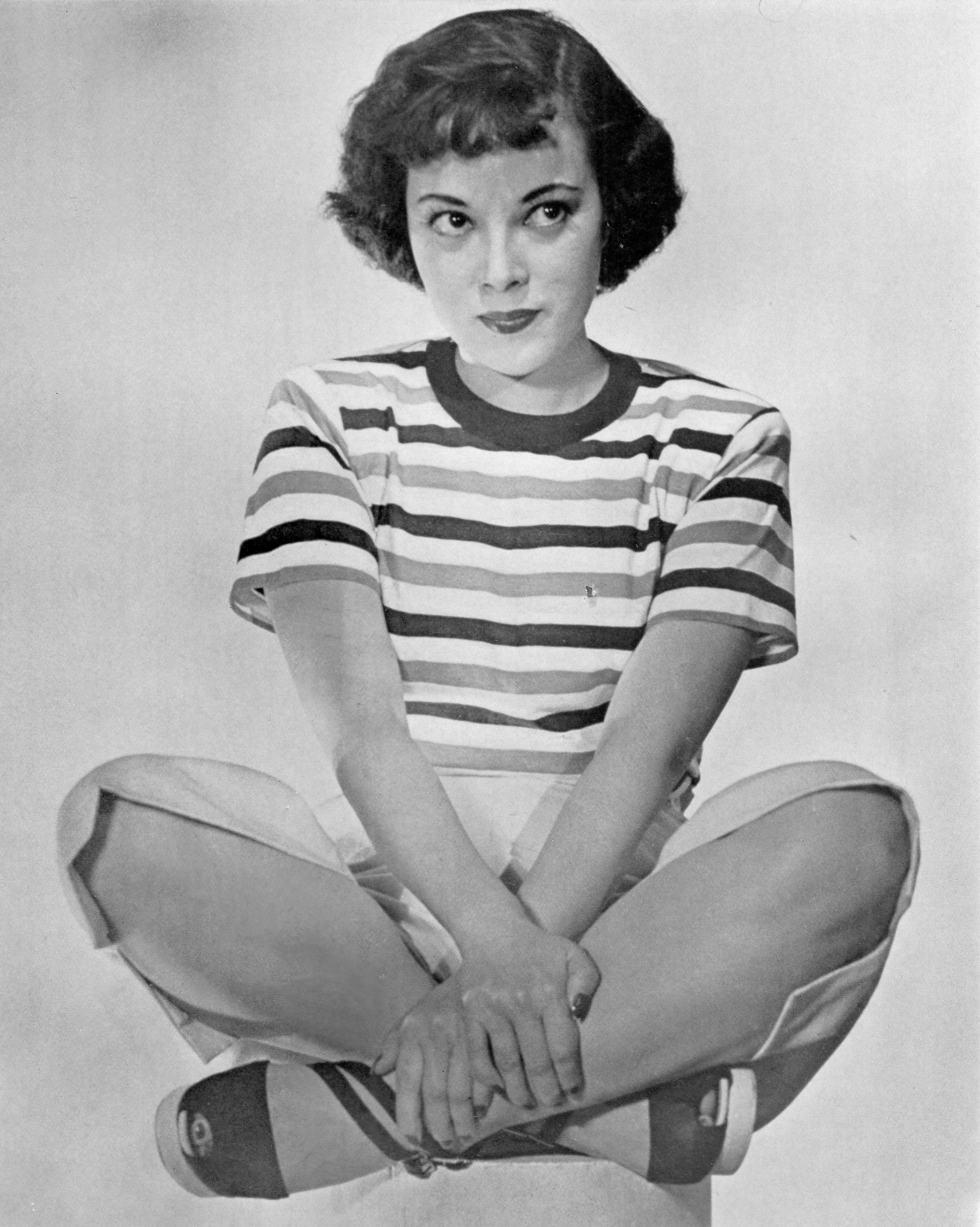
秋山庄太郎『美貌と裸婦』双芸社（1951年6月30日）

またアメリカに渡り、アクターズ・スタジオの講師から演技を学び、シャーリー山口（Shirley Yamaguchi）の名でハリウッド映画に主演したり、ブロードウェイでのミュージカルにも主役で出演した。その際に受けたインタビューで山口は「キスの勉強にやって参りました」と渡米の理由を述べている。その頃ニューヨークで彫刻家イサム・ノグチと知り合い、1951年に結婚した。鎌倉の北大路魯山人の邸宅敷地内にアトリエと住まいを構えたが、1956年（昭和31年）に離婚する。
1952年（昭和27年）から1958年（昭和33年）にかけては香港で映画『金瓶梅』『神秘美人』『一夜風流』に主演し、中国語圏で「李香蘭」の名を復活させた。また同時に、香港の百代唱片公司で十数曲の主演映画の主題歌を吹き込み、映画と共にリリースしてヒットさせる。それらは今日もスタンダード・ナンバーとして、「三年」「梅花」「小時候」「十里洋場」「分離」「只有你」等が、世界の中国人・華人の間で歌い継がれている。

### 女優引退、司会者として復帰
1958年（昭和33年）に、駐ビルマ日本大使館の三等書記官で国連大使の加瀬俊一の秘書官も務めた日本人外交官の大鷹弘（のち駐フィジー・スリランカ・ミャンマー特命全権大使を歴任、1928年 - 2001年）と再婚し、20年にわたる女優業を引退する。引退直前には原節子の呼びかけにより、芸能生活20周年記念映画として『東京の休日』が製作された。それは三船敏郎、池部良、越路吹雪などの東宝オールスターが出演する豪華なものとなった。そしてこの映画が最後の出演映画となった。
その後はマスコミに一切姿を見せなかったものの、1969年（昭和44年）に、「山口淑子」の名でフジテレビのワイドショー『3時のあなた』の司会者になり、芸能界へのカムバックを果たす。番組ではベトナム戦争中の南ベトナムやカンボジア、中東などの海外取材も行う。1973年（昭和48年）には日本赤軍の重信房子とのインタビューに成功した。参議院議員当選後の1975年（昭和50年）に自民党議員団の一員として北朝鮮を訪問、金日成国家主席と面会している。1979年（昭和54年）に朝日放送が製作した番組『こんにちは!北朝鮮 山口淑子レポート』の企画で再度、金日成と面会している。

### 参議院議員へ転身
1974年（昭和49年）、田中角栄首相の要請で自由民主党から第10回参議院議員通常選挙に全国区から立候補し、初当選した。国会では「大鷹淑子」の名で活動した。田中派に所属。1980年（昭和55年）、再選。1984年（昭和59年）2月、日本愛玩動物協会会長就任（2004年より名誉会長）。1986年（昭和61年）、3期目の当選を果たす。
1987年（昭和62年）7月4日、竹下登、金丸信らによる新派閥「経世会」が結成され、田中派は竹下派、二階堂グループ、中立系の3派に分裂する。山口はそのうち中立系に属した。1990年（平成2年）2月の衆院選直後、旧田中派中立系の所属議員は山口と後藤田正晴の2人だけとなった。それから間もなくして後藤田は無派閥となり、山口は6月7日に宮澤派に移った。
環境政務次官（福田赳夫内閣）・参議院沖縄及び北方問題に関する特別委員長・参議院外務委員長・自民党婦人局長などを1992年（平成4年）に引退するまで歴任した。1993年（平成5年）11月3日、勲二等宝冠章受章。
政界引退後は1993年から98年まで天理大学非常勤講師を務める傍ら、『女性のためのアジア平和国民基金』の呼びかけ人となり、同基金の副理事長を務めた。

### 死去
2014年9月7日、心不全のため、東京都千代田区一番町の自宅で死去した。94歳だった。叙正四位。

## 主な出演映画

### 「李香蘭」時代（戦前・戦中）
- 蜜月快車（1938年、満映）
- 富貴春夢（1939年、満映）
- 冤魂復仇（1939年、満映）
- 東遊記（1939年、東宝、満映）

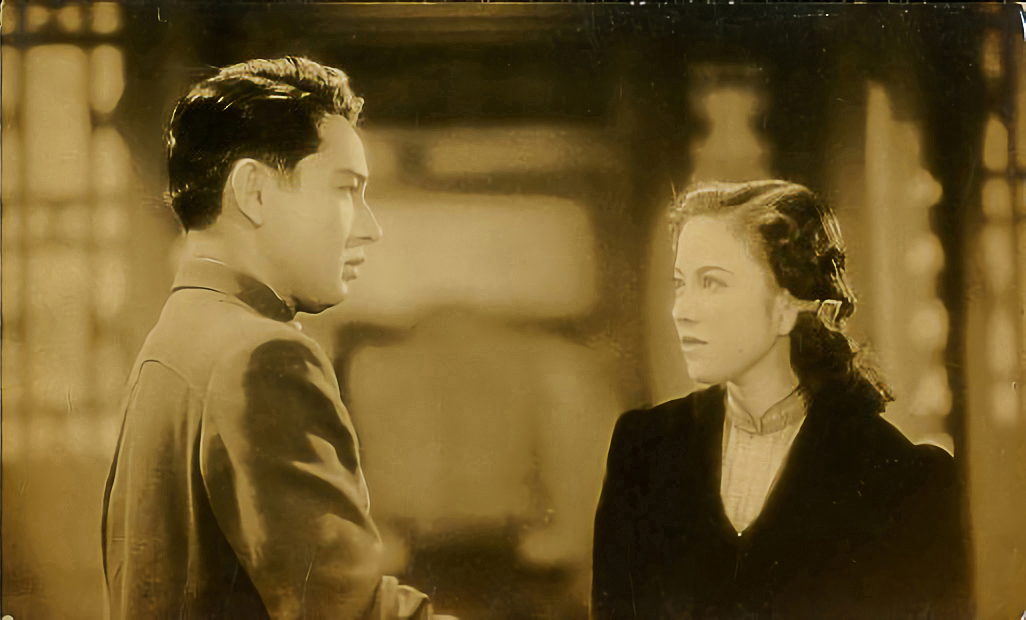
『支那の夜』（1940年）

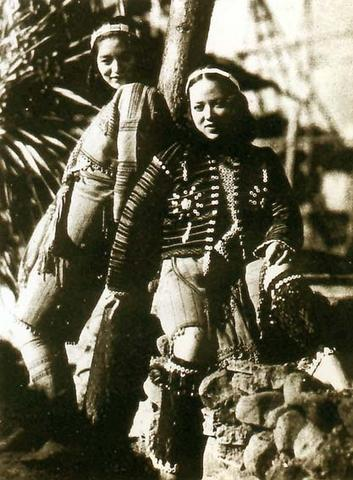
『サヨンの鐘』（1943年）

- 美しき犠牲（原題・鉄血慧心 1939年、満映）
- 白蘭の歌（1939年、東宝、満映）
- 支那の夜（1940年、東宝・中華電影公司）
- 孫悟空（1940年、東宝）
- 熱砂の誓ひ（1940年、東宝、華北電影公司）
- 君と僕（1941年、朝鮮軍報道部）
- 蘇州の夜（1941年、松竹）
- 迎春花（1942年、満映、松竹）
- 黄河（1942年、満映）
- 戦ひの街（1943年、松竹）
- 萬世流芳（英語版）（1943年、中華電影公司・中華聯合製片公司・満映）
- サヨンの鐘（1943年、松竹、台湾総督府）
- 誓ひの合唱（1943年、東宝、満映）
- 私の鶯（1944年、東宝、満映）(1984年発見, 1986年東京で上映)
- 兵隊さん（1944年、朝鮮軍報道部）
- 野戦軍楽隊（1944年、松竹）

### 「山口淑子」時代（戦後）
- わが生涯のかがやける日（1948年、松竹）
- 情熱の人魚（1948年、大映）
- 流星（1949年、新東宝）
- 人間模様（1949年、新東宝）

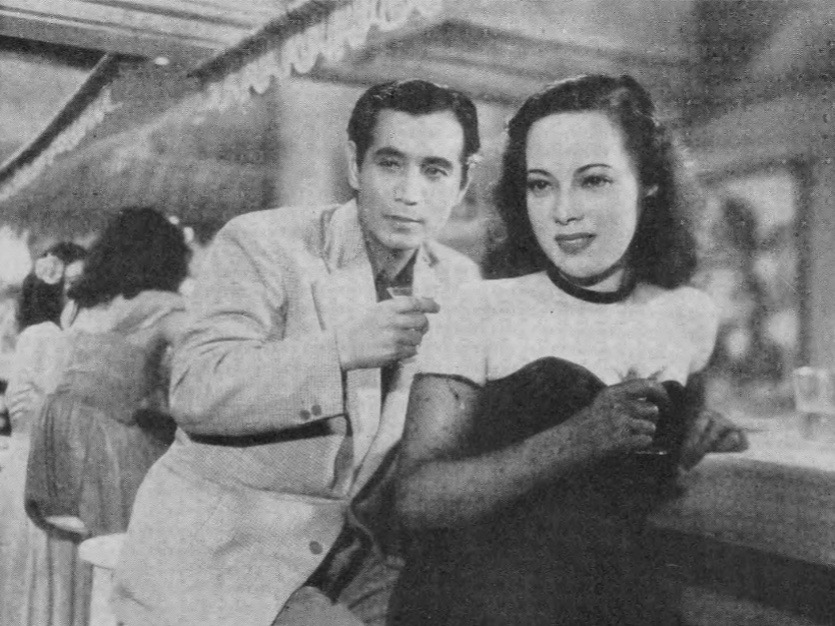
『わが生涯のかがやける日』（1948年）

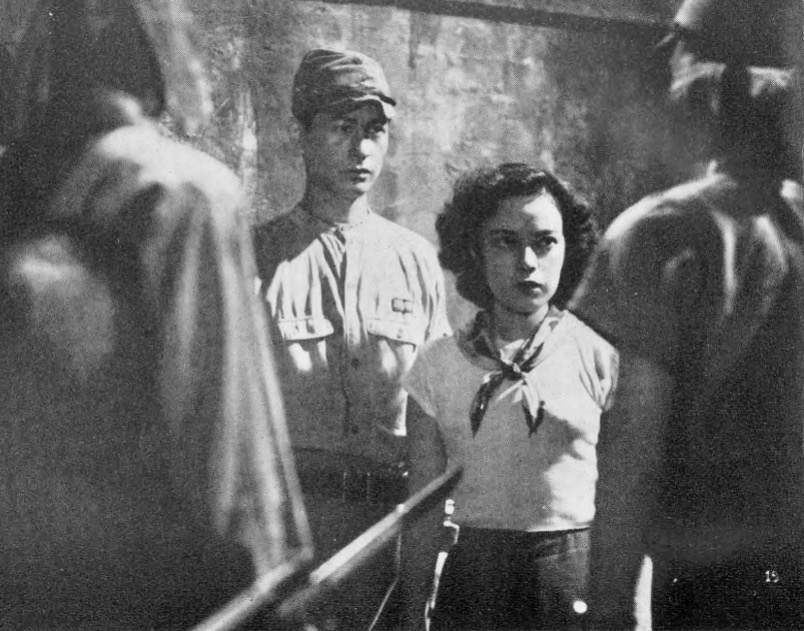
『暁の脱走』（1950年）

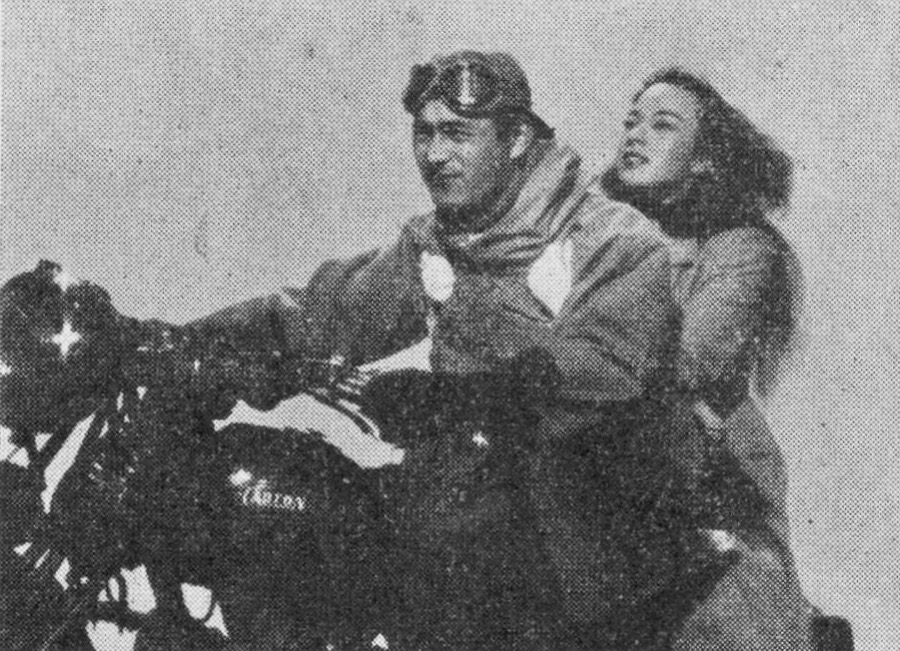
『醜聞』（1950年）

- 果てしなき情熱（1949年、新世紀プロ・新東宝）
- 帰国（ダモイ）1949年、新東宝）
- 初恋問答（1950年、松竹）
- 暁の脱走（1950年、新東宝）
- 女の流行（1950年、松竹）
- 醜聞（1950年、松竹、黒澤明監督）…西条美也子
- 東は東 Japanese War Bride （1951年、アメリカ映画、Shirley Yamaguchi名で主演）
- 風雲千両船（1952年、東宝）
- 霧笛（1952年、東宝）
- 戦国無頼（1952年、東宝）
- 上海の女（1952年、東宝）
- 抱擁（1953年、東宝）
- 土曜日の天使（1954年、東宝）
- 金瓶梅（中国語版）（1955年、香港 ショウ・ブラザーズ　李香蘭名で主演）
- 東京暗黒街・竹の家 House of Bamboo （1955年、アメリカ映画、Shirley Yamaguchi名で主演）
- Navy Wife（英語版）（1956年、アメリカ映画　Shirley Yamaguchi名で出演）
- 白夫人の妖恋（1956年、東宝、香港 ショウ・ブラザーズ）
- 神秘美人（1957年、香港  ショウ・ブラザーズ　李香蘭名で主演）
- 一夜風流（1958年、香港　ショウ・ブラザーズ　李香蘭名で主演）
- 美しき哀愁 アンコール・ワット物語（1958年、連合映画・東宝）
- 東京の休日（1958年、東宝）

## 主なテレビ・ラジオ番組
- 山口淑子の時間（ラジオ東京、1952年）
- 3時のあなた（フジテレビ、1969年4月 - 1974年3月）
- にっぽんの歌（NETテレビ、1973年4月 - 1974年3月）
- 徹子の部屋（テレビ朝日、1991年8月12・13日）
- 世界・わが心の旅 「李香蘭 遥かなる旅路～中国、ロシア」（ハイビジョン試験放送、1998年11月29日/NHK衛星第2、1999年1月9日）
- 山口淑子・激動の半生〜わが内なる李香蘭〜（BS朝日、2002年3月27日）
- ハイビジョン特集・世紀を刻んだ歌「何日君再来～アジアの歌姫が紡いだ愛の歌」（NHKデジタル衛星ハイビジョン、2006年4月19日/NHK衛星第2、2006年9月1日）
- 歴史大河スペシャル・女たちの中国（日本テレビ、2008年7月21日）
- 報道発 ドキュメンタリ宣言「昭和史最大のスクープ 男装の麗人・川島芳子は生きていた! 2時間スペシャル」（テレビ朝日、2009年4月13日）

## 楽曲

### 満洲・日本
- 我們的青春（映画『蜜月快車』挿入歌、中国語、百楽唱片版）
- 甜蜜的新婚（映画『蜜月快車』挿入中国語、百楽唱片版）
- 滿洲姑娘（中国語）
- 桃源春夢（映画『富貴春夢』主題歌、中国語、百楽唱片版）
- 滿園春色
- 冤魂復仇（映画『冤魂復仇』主題歌、中国語、百楽唱片版）
- 鐵血慧心（映画『鐵血慧心』主題歌、中国語、百楽唱片版）
- 天涯路（中国語、百楽唱片版）
- 時代姑娘（中国語、百楽唱片版）
- 望春曲（中国語、百楽唱片版）
- 幻想的你（中国語、百楽唱片版）
- 樂しい滿洲
- 握手の日滿支
- 関東軍凱旋歌（百楽唱片版）
- 滿洲國國歌（中国語、百楽唱片版）
- 日本國國歌（百楽唱片版）
- 愛國行進曲（百楽唱片版）
- 何日君再來（中国語）
- 樂しい朋友
- さらば上海
- 夜悲曲（中国語、百楽唱片版）
- 陽春小唄（日本語）
- 陽春小唱（中国語、百楽唱片版）
- 中華民國國歌（中国語、百楽唱片版）
- 薔薇處處開（中国語、百楽唱片版）
- 夢の太湖船
- 離別了姑娘（日本語）
- 青い月の夜に
- 故郷之春天（朝鮮語で歌唱）
- 大日本帝國國歌（百楽唱片版）
- 蘇州夜曲（映画『支那の夜』挿入歌）映画の中で歌唱
- 支那の夜（映画『支那の夜』主題歌）映画の中で歌唱
- 心に咲く花/日滿支親善歌
- 興亞三人娘/日滿支親善歌（奥山彩子・白光 共唱）
- 紅い睡蓮（映画『熱砂の誓ひ』挿入歌）
- 夕月乙女（映画『熱砂の誓ひ』挿入歌）
- 荒城の月（映画『熱砂の誓ひ』挿入歌）
- 夜霧の馬車
- 北京の子守唄
- 濱邊の歌
- 宵待草（明治大学マンドリン倶楽部演奏）
- さうだその意氣（霧島昇・松原操 共唱）
- 月下の胡弓
- 黒き寶
- 花占ひ
- さくら咲く國
- 旅人の歌
- 港つばめ
- 春鶯曲
- 蘇州の夜（映画『蘇州の夜』主題歌）
- 乙女の祈り（映画『蘇州の夜』挿入歌）
- 迎春花（映画『迎春花』主題歌）
- 若き日の夢（映画『戦ひの街』主題歌）
- 花の生命（霧島昇 共唱）
- 花白蘭の歌[24]（楠木繁夫 共唱）
- 母は青空（映画『誓ひの合唱』挿入歌）
- サヨンの歌（映画『サヨンの鐘』主題歌）
- 私の鶯（映画『私の鶯』主題歌）
- 新しき夜（映画『私の鶯』挿入歌）
- ペルシャの鳥（映画『私の鶯』挿入歌）映画の中でロシア語で歌唱
- 台湾軍の歌（映画『サヨンの鐘』の中で歌唱）[25]
- 天涯歌女（映画『野戦軍楽隊』挿入歌、中国語で歌唱）[26]
- 情熱の人魚（映画『情熱の人魚』主題歌）
- 月に寄せて（映画『情熱の人魚』挿入歌）
- 懐かしのタンゴ
- 夜来香（映画『上海の女』『東京の休日』の中でも歌唱）
- 思い出の白蘭
- 東京夜曲（映画『東京夜曲』主題歌）
- 愛の花びら〜ラヴィ・アン・ローズ〜
- 珊瑚礁の彼方に
- ロンドンデリーの歌
- 何日君再来（映画『上海の女』挿入歌）
- ふるさとのない女（映画『上海の女』挿入歌）
- 春風春雨（映画『上海の女』挿入歌）
- 郊外情歌（映画『上海の女』挿入歌）
- 花はなんの花（五木の子守唄）
- 花のいのちをたれか知る
- 沙漠の太鼓
- 愛の誓い
- 暗い部屋
- 歩きましょう
- 蘇州夜曲（映画『抱擁』挿入歌）
- 黒い百合（映画『抱擁』挿入歌）
- 七人の侍（映画『七人の侍』主題曲）
- とこしえに（映画『ライムライト』主題歌）
- しらとり韶（映画『白夫人の妖恋』主題歌）

### 中国（中華民国）と戦後の香港レコーディングを含む
- 大東亞勝利之歌（黄世平 共唱）
- 賣糖歌（中国映画『萬世流芳』主題歌）
- 戒煙歌（中国映画『萬世流芳』挿入歌）
- 賣糖歌（花腔版）
- 百代進行曲
- 恨不相逢未嫁時（上海録音版）
- 花香爲情郎
- 夜來香
- 海燕（黄飛然、黄源尹 共唱）
- 忘憂草
- 第二夢
- 防空歌（黄明・黄天 共唱）
- 天涯歌女
- 山谷中玫瑰
- 郊外情歌
- 進酒杯莫停
- 青春一去不復囘
- 春風春雨
- 明月之夜
- 不要告訴我
- 空閨残夢
- 青春讃歌
- 為甚麼要煩惱
- 綠野之春（香港映画『新西廂記』挿入歌）
- 蘭閨寂寂（香港映画『金瓶梅』挿入歌）
- 烏鴉配鳳凰（香港映画『金瓶梅』挿入歌）
- 身世飄零（香港映画『金瓶梅』挿入歌）
- 梅花（香港映画『神秘美人』挿入歌）
- 分離（香港映画『神秘美人』挿入歌）
- 歌舞今宵（香港映画『神秘美人』挿入歌）
- 三年（香港映画『一夜風流』挿入歌）
- 小時候（香港映画『一夜風流』挿入歌）
- 情枷愛鎖（香港映画『一夜風流』挿入歌）
- 十里洋塲（香港映画『一夜風流』挿入歌）
- 他總有一天囘來（香港映画『一夜風流』挿入歌）
- 恨不相逢未嫁時（香港録音版）
- 只有你
- 河上的月色
- 心曲（チャップリンの映画『ライムライト』主題曲「エターナリー（テリーのテーマ）」）

### アメリカ
- August Moon（「さくらさくら」、映画『八月十五夜の茶屋』挿入歌、米MGMレコード/日本コロムビア）

### 作詞
- 「憧憬（あこがれ）」（テイチク・1979年、歌・菊池章子、作曲・遠藤実）

## 著書
- 『誰も書かなかったアラブ “ゲリラの民”の詩と真実』サンケイ新聞社出版局、1974年4月1日。NDLJP:12180031。[27]
- 『中国に強くなる本 挨拶から食事まで 9億人の隣人と仲よくする法』かんき出版、1979年5月10日。NDLJP:12176894。
- 『女性芸術家の人生 : 十二支別・易学解説 9 (申年編)』集英社、1980年2月20日。NDLJP:12255094。 ※自伝を寄稿
- 『李香蘭 私の半生（英語版）』（藤原作弥共著）新潮社、1987年、 のち文庫
- 『戦争と平和と歌 李香蘭心の道』東京新聞出版局、1993年(東京新聞・中日新聞で今日も続く夕刊連載自伝「この道」の山口分をまとめたもの)
- 『次代に伝えたいこと 歴史の語り部李香蘭の半生』天理教道友社、1997年
- 『「李香蘭」を生きて 私の履歴書』日本経済新聞社、2004年
- 日本チャップリン協会・大野裕之篇『チャップリンの日本』2006年3月、親交のあったチャップリンの思い出を語っている。ハリウッド時代の写真も多く収録。
- 三好和義『四千年の楽園 中国世界遺産』小学館、2008年※序文を寄稿

### インタビュー・対談
- 『対話集・宗教に聞く』毎日新聞社、1995年（毎日新聞に掲載された中山善衞との対談「戦争・平和・信仰」を収録）
- 『21世紀のアジアと日本』成文堂、2002年（西原春夫との対談）
- 『ドキュメント時代を拓いた女性たち』中公新書ラクレ、2002年
- 『語るには若すぎますが』河出書房新社、2003年（『週刊朝日』掲載インタビューを収録）

## 受賞歴
- 第38回日本アカデミー賞 会長特別賞[28]

## エピソード
- 奉天在住時に、歌手の淡谷のり子が山口家を訪ね、トイレを借りたことがある。
- 北京の女学校時代に、中国人だと思われていた李香蘭は中南海で行われた学生サークルの抗議集会に呼ばれてしまう。中国人側は、断固日本人と戦うといった意見を述べている中、意見を求められたとき「私は、北京の城壁の上に立ちます。」と中国語で返答した。これは、城壁上で中国側か日本側のどちらかの弾にあたって一番先に死ぬ、それが自分に最もふさわしい運命であるという意味である。
- 北京の女学校時代の夏休みに、天津の日本人租界地にある東興楼に訪れたときに、川島芳子と出会う。名前が同じ「ヨシコ」であることから打ち解けて、川島芳子は李香蘭のことを「ヨコチャン」とよび、李香蘭は川島芳子のことを「オニイチャン」と呼んだ。義理の父、潘氏に「これ以上会わないように」と忠告され、北京に戻ることになった。
- 1972年（昭和47年）日中国交正常化宣言の時、『3時のあなた』の司会をしていた山口は、涙を流した。
- 1975年（昭和50年）に北朝鮮を訪問したとき、宴会の場で金日成から「支那の夜」を観たことを告げられた。主題歌である蘇州夜曲を歌うと、金日成が抱きつくようにして喜んだ[10]。
- 滞米中の山口淑子とチャールズ・チャプリンは、家族ぐるみでつき合った。1952年、「ライムライト」の主題曲を初めて披露した場にも彼女がいた[29]。
- アメリカの撮影所の待合所で、ジェームス・ディーンと知り合いになった。フォックス社長 スパイロス・スクーラスの豪邸でのパーティーに誘われ、帰宅時に、ディーンの銀色のポルシェに乗せてもらったことがある。

## 関連書籍
- 毎日新聞社『李香蘭 二つの祖国に揺れた青春』（毎日グラフ別冊）、毎日新聞社、1991年6月、[30]
- 藤原作弥『満洲の風』集英社、1996年7月、ISBN 408781131X
- 山口猛『哀愁の満州映画 満州国に咲いた活動屋たちの世界』三天書房、2000年3月、ISBN 4883460541
- 四方田犬彦『日本の女優 （日本の50年日本の200年）』岩波書店、2000年6月、ISBN 4000263196
- 四方田犬彦編集『李香蘭と東アジア』東京大学出版会、2001年12月、ISBN 4130800949
- 羽田令子『李香蘭、そして私の満州体験 日本と中国のはざまで』社会評論社、2006年11月、ISBN 4784513248、[31]
- 小林英夫『甘粕正彦と李香蘭 満映という舞台』勉誠出版、2015年7月、ISBN 9784585221234
- 川崎賢子『もう一人の彼女 李香蘭/山口淑子/シャーリー・ヤマグチ』岩波書店、2019年3月、ISBN 9784000253246

## 李香蘭を描いた作品

### 舞台
- 劇団四季では、彼女の半生を『ミュージカル李香蘭』としてミュージカル化した。1991年の初演以来、劇団四季の代表作品として人気を呼び、幾度となく再演され続けている。後に、『ミュージカル異国の丘』『ミュージカル南十字星』と共に“昭和の歴史三部作”ひとつとなった。
- 日中合作『音楽劇　李香蘭　花と華』[32]（2023年　演：西内まりや（若き日の李香蘭、山口淑子）、安寿ミラ（現在の山口淑子）作：岡本貴也）

### 漫画
- 『李香蘭』（藤田あつ子、1996年・角川書店あすかCDX 全1巻）。李香蘭の半生を描いた漫画。
- 『虹色のトロツキー』（安彦良和、1990年 - 1996年、潮出版）。キャラクターの一人として登場。ストーリー自体はフィクションである。

### テレビドラマ
李香蘭が主人公のテレビドラマ
- 『さよなら李香蘭』（1989年、フジテレビ、原作『李香蘭 私の半生』、演：沢口靖子）
- 『李香蘭』（2007年、テレビ東京、原作『「李香蘭」を生きて 私の履歴書』、演：上戸彩、野際陽子（老年期）、小池彩夢（少女時代））

李香蘭が登場するテレビドラマ
- 『流転の王妃・最後の皇弟』（2003年、テレビ朝日、演：天海祐希）
- 『男装の麗人〜川島芳子の生涯〜』（2008年、テレビ朝日、演：堀北真希）
- 『ブギウギ』（2023年、NHK連続テレビ小説、演：昆夏美）